# John A. Bateman
John Arnold Bateman (Londres, 1957) é um linguista e semioticista britânico conhecido por suas pesquisas sobre geração de linguagem natural e multimodalidade. Bateman trabalhou na Universidade de Kyoto, no Instituto de Ciências da Informação da Universidade do Sul da Califórnia, no Centro Nacional de Pesquisa da Alemanha em Tecnologia da Informação, na Universidade de Sarre e na Universidade de Stirling. Atualmente, é professor de linguística aplicada ao inglês na Universidade de Bremen, na Alemanha.